# Omocestus rufipes
Espèce
Omocestus rufipes, le criquet noir ébène, est une espèce d'orthoptères caelifères de la famille des Acrididae.

## Dénominations
Ce criquet a été appelé Omocestus rufipes par Zetterstedt, en 1821.
Synonymes : Omocestus ventralis Zetterstedt, 1821 ; Gryllus rufipes Zetterstedt, 1821.

## Distribution
Cette espèce se rencontre en Europe et au nord de l'Asie ; en France métropolitaine, elle est connue de tous les départements (Corse comprise), sauf le Finistère, la Région parisienne, la Seine-Saint-Denis.

## Description

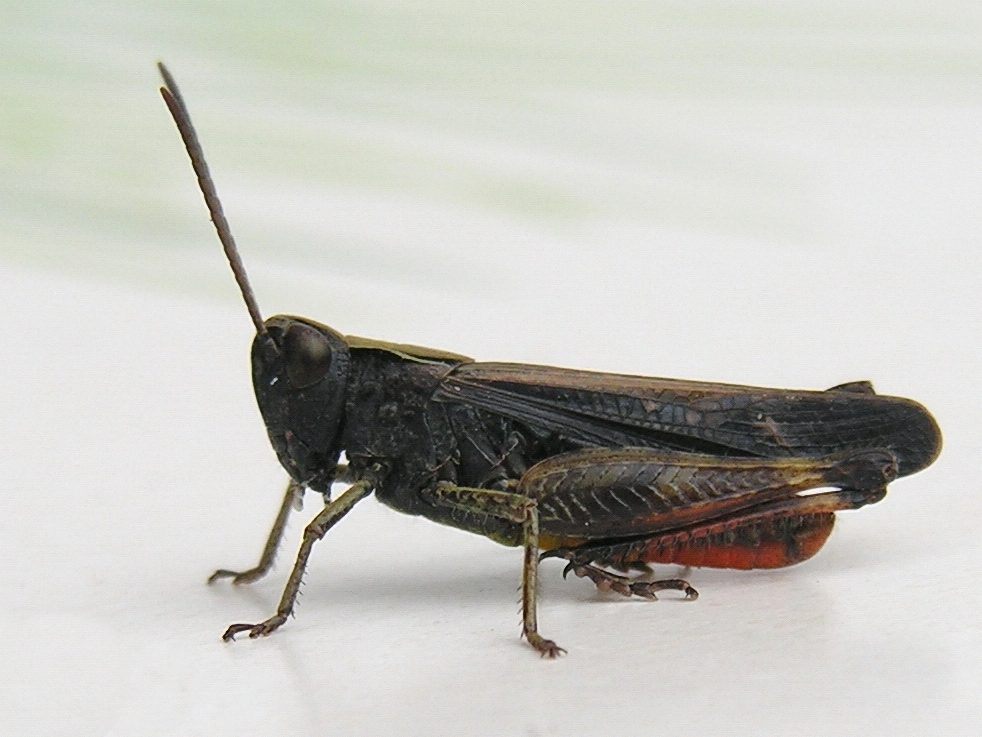
Omocestus rufipes - mâle.

Longueur du corps : entre 12 et 17 mm chez le mâle, entre 18 et 21 mm chez la femelle.
La femelle ressemble fort à celle d'Omocestus viridulus, mais sa face ventrale diffère : l'abdomen verdâtre vers l'avant, passe peu à peu au jaune au milieu, puis au rouge à l'extrémité postérieure. Le mâle présente ces mêmes couleurs. Les palpes labiaux noirs se terminent par du blanc.
Les ailes postérieures sont sombres dans leur moitié arrière chez le mâle comme chez la femelle.
Le mâle montre des tibias postérieurs rouges, les fémurs postérieurs le sont souvent aussi.

## Habitat et stridulation
Ce criquet, peu exigeant, réside dans différents milieux : endroits xériques comme des pelouses arides, rocailleuses, mais aussi des endroits plus humides : prairies, friches, etc. Dans la partie nord de son aire, il est univoltin : on trouve les adultes de début juillet à novembre, tandis que dans le sud, il est bivoltin : les adultes apparaissent d'avril à juin puis en août-septembre.

Le chant ressemble à celui de Omocestus viridulus, mais chaque phrase est plus courte.

## Galerie

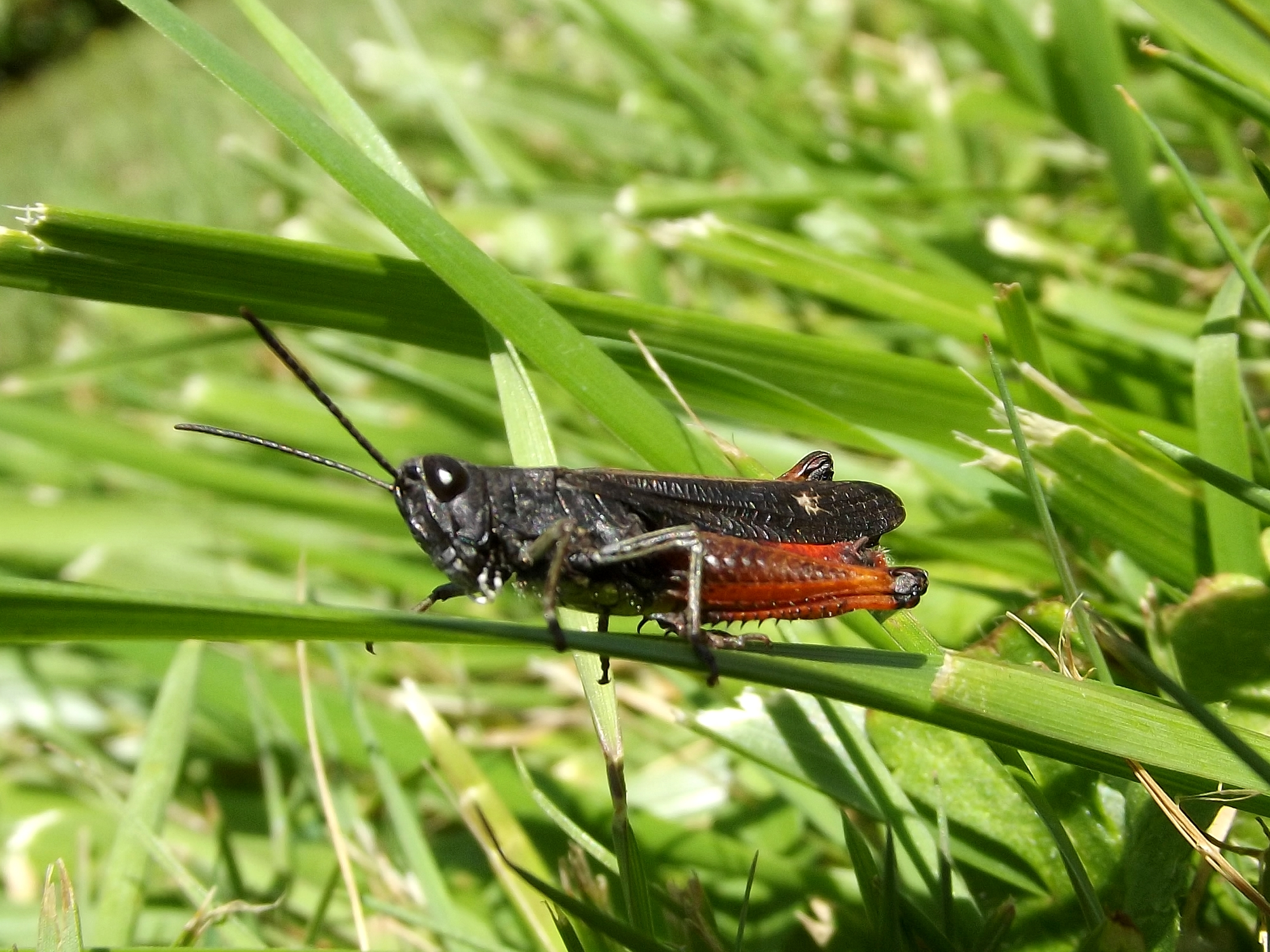
Criquet noir ébène - ♂
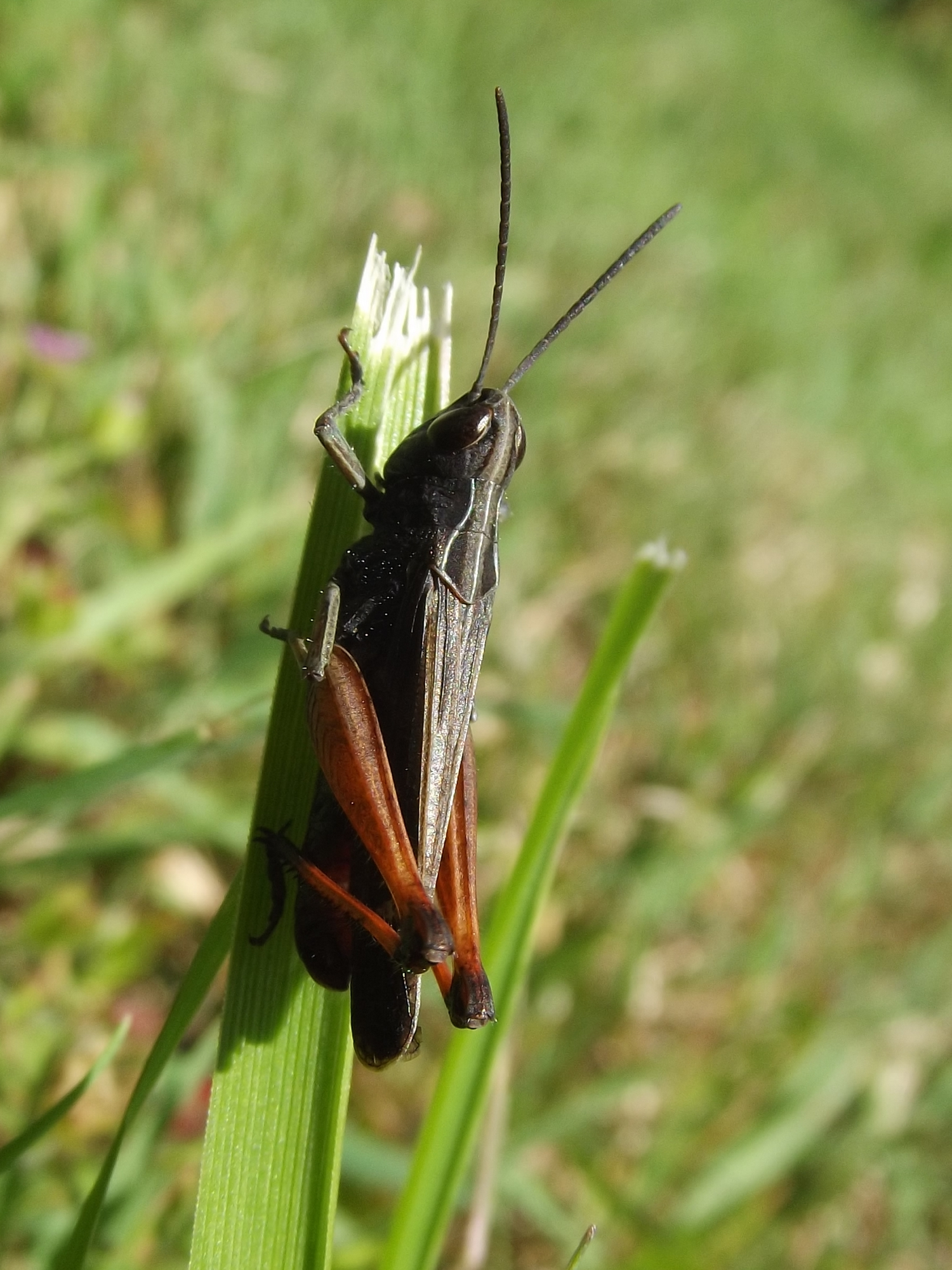
Criquet noir ébène - ♂
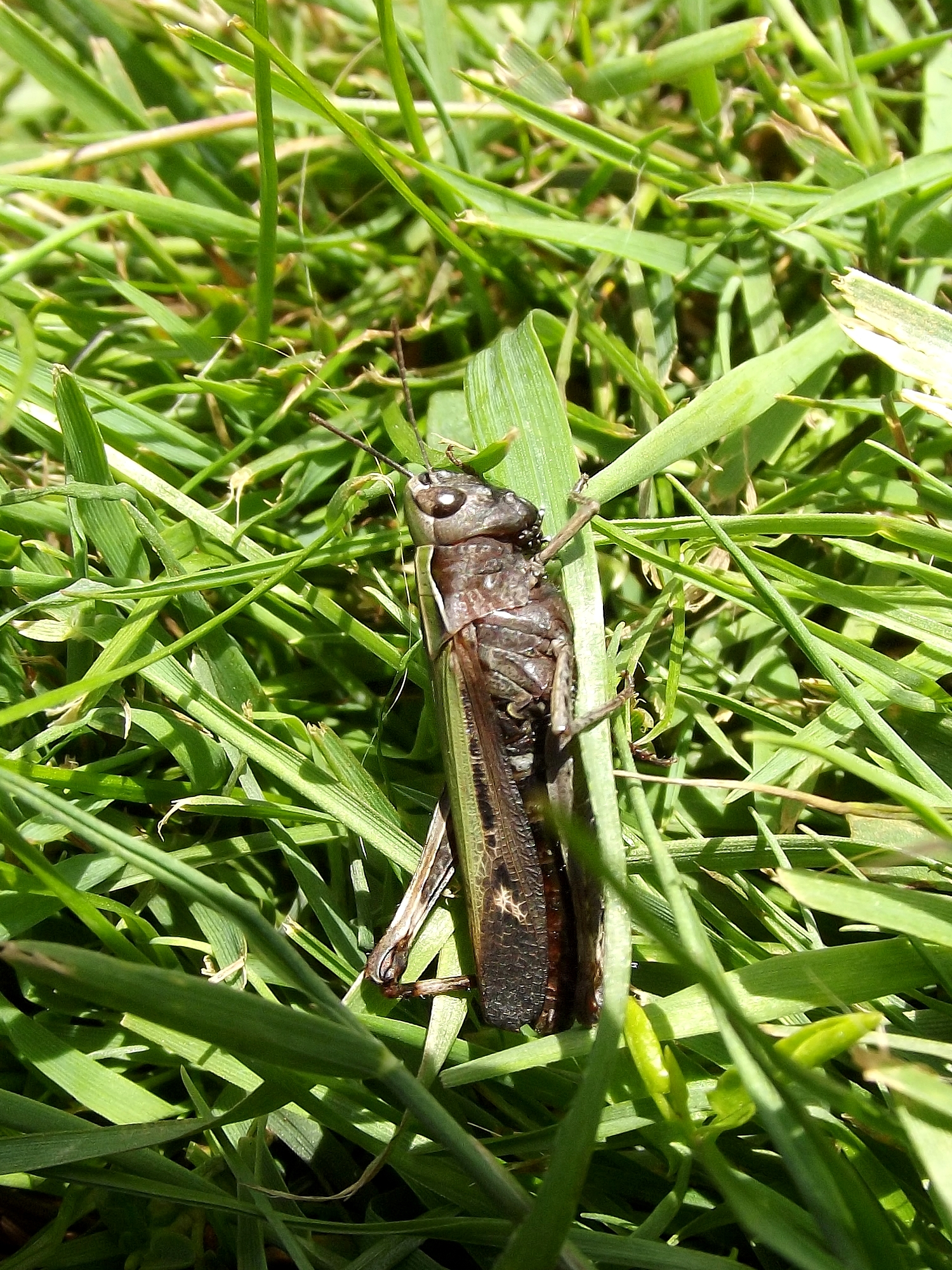
Criquet noir ébène - ♀
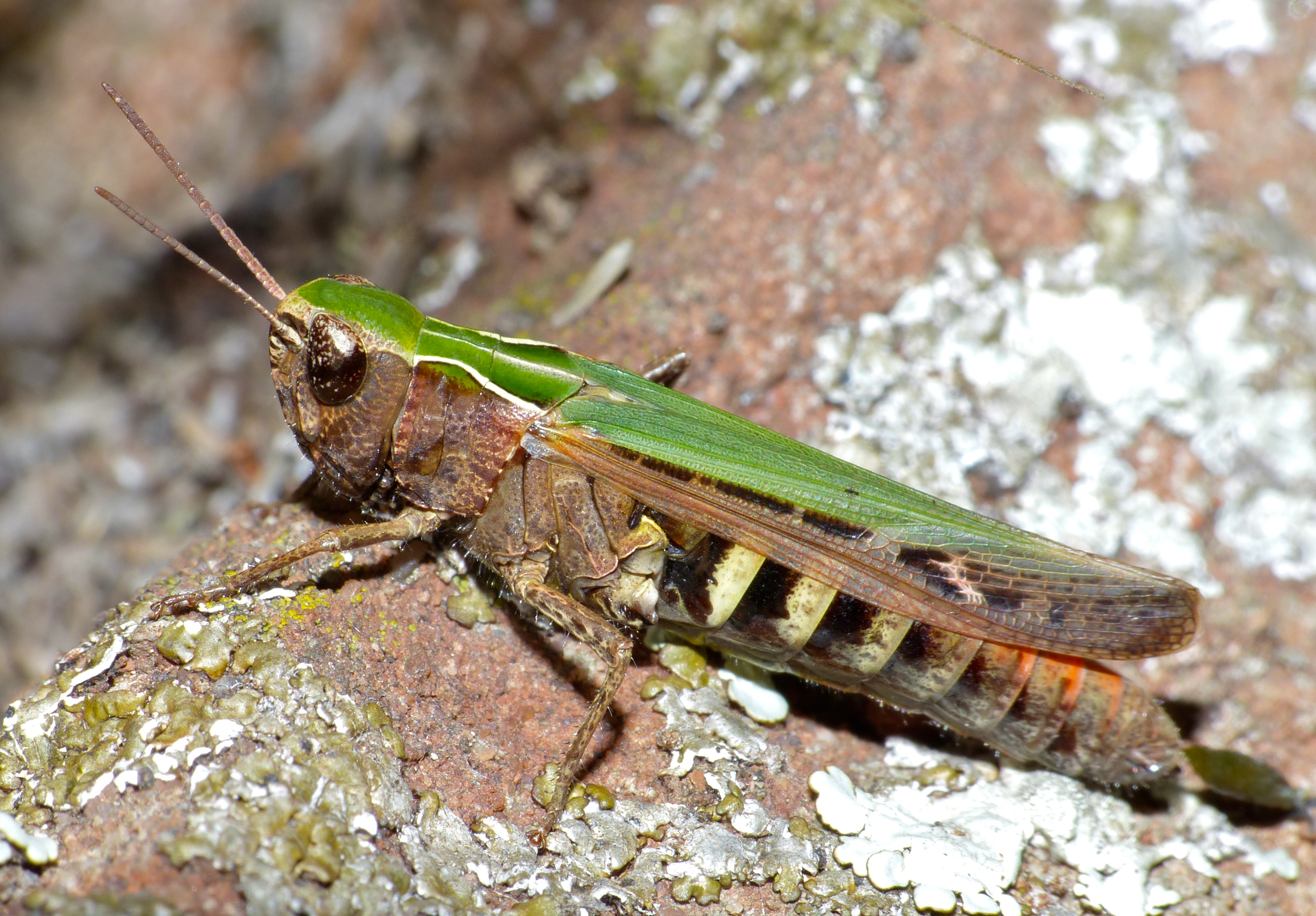
Omocestus rufipes ♀ (Hérault, France)